# Manjuyod
Manjuyod é um município de  segunda classe de renda municipal (d) na província Negros Oriental, nas Filipinas. De acordo com o censo de 1 de maio  de  2020 possui uma população de 44 799 pessoas e 11 279 domicílios.